# Bakunyū

Illustration de bakunyū.

Le bakunyū (爆乳) est un sous-genre d'anime ou de manga érotique japonais caractérisé par le représentation de femmes à poitrine démesurée, dédié à un public de fétichistes des seins. Le terme peut se traduire par « seins explosifs » (de 爆 (baku), explosion et 乳 (nyū), lait). Les bakunyū font partie du genre hentai (mangas pornographiques).
C'est au Japon une valeur sûre de l'imaginaire érotique des mangas, un temps éclipsé par la mode des lolicon, mais qui refait surface à partir des années 1990.